# Köppen klímaosztályozása
A Köppen-féle klímaosztályozás az egyik legszélesebb körben használt klímaosztályozási rendszer. Wladimir Köppen (1846–1940) német-orosz klimatológus először 1884-ben publikálta, majd több módosítást végzett rajta, 1918-ban és 1936-ban is. Később, 1954-ben és 1961-ben Rudolf Geiger  német klimatológus (1894–1981) újabb változtatásokat végzett az osztályozási rendszeren, így ezt a változatot Köppen–Geiger klímaosztályozásnak is nevezik.

## Besorolási rendszere
| Első kód                   | Második kód             | Harmadik kód |
| -------------------------- | ----------------------- | ------------ |
| A (trópusi)                | f (nedves)              |              |
| A (trópusi)                | m (monszun)             |              |
| A (trópusi)                | s, w (szavanna)         |              |
| B (száraz)                 | W (sivatag)             |              |
| B (száraz)                 | S (sztyepp)             |              |
| B (száraz)                 | h (forró)               |              |
| B (száraz)                 | k (hideg)               |              |
| C (meleg mérsékelt)        | w (száraz téllel)       |              |
| C (meleg mérsékelt)        | s (száraz nyárral)      |              |
| C (meleg mérsékelt)        | f (nincs száraz évszak) |              |
| C (meleg mérsékelt)        | a (forró nyár)          |              |
| C (meleg mérsékelt)        | b (meleg nyár)          |              |
| C (meleg mérsékelt)        | c (hideg nyár)          |              |
| D (kontinentális-boreális) | w (száraz téllel)       |              |
| D (kontinentális-boreális) | s (száraz nyárral)      |              |
| D (kontinentális-boreális) | f (nincs száraz évszak) |              |
| D (kontinentális-boreális) | a (forró nyár)          |              |
| D (kontinentális-boreális) | b (meleg nyár)          |              |
| D (kontinentális-boreális) | c (hideg nyár)          |              |
| D (kontinentális-boreális) | d (nagyon hideg tél)    |              |
| E (poláris)                | T (tundra)              |              |
| E (poláris)                | F (örök fagy)           |              |

A felosztás alapelemei kizárólag statisztikai módszerekkel feldolgozott meteorológia adatok:
- a hőmérséklet és
- a csapadék

értékei voltak.
Az éghajlat legfőbb kifejezőjének az őshonos növényzetet tekintette. Az első változatban öt övet különböztetett meg, és ezeket sorban az ábécé betűivel jelölte:
- A: trópusi öv, amelyben a leghidegebb hónap középhőmérséklete is meghaladja a 18 °C-ot [7]
- B: száraz öv, amelynek határát nem a hőmérséklet, hanem az elegendő csapadék hiánya jelöli ki [7]
- C: meleg mérsékelt öv, amelyben a leghidegebb hónap középhőmérséklete 18 °C és -3 °C között van, rendszeres hótakaró nem keletkezik [7]
- D: kontinentális-boreális, a szélsőségesen nagy évközi hőingadozással jellemzett öv [7]
- E: sarkvidéki, a fatenyészet határán túli hideg, poláris terület [7]

Később ezeket a csapadék eloszlásának típusa szerint három altípusra bontotta:
- száraz időszak nélkül (f), → például Cf: meleg-mérsékelt éghajlat az éven belüli egyenletes csapadékeloszlással
- száraz nyári időszakkal (s),
- száraz téli időszakkal (w).

Bevezetett négy újabb földrajzi zónát is:
- sztyepp (S), → pl. BS: száraz éghajlatú sztyepp klíma, rövid csapadékos időszakkal
- sivatag (W)
- tundra (T), → pl. ET: poláris vagy magashegységi tundra éghajlat, rövid nyári vegetációs időszakkal
- örök fagy (F).

Természetesen nem minden alaptípusban fordult elő mindhárom, elméletileg lehetséges alcsoport, így a gyakorlatban 11 éghajlati osztályt jelölt ki, és ezt a rendszert később 6 hőmérsékleti kategória bevezetésével finomította.

### Továbbfejlesztése
Rudolf Geiger (1894−1981) az 1930-as évektől együtt dolgozott Köppennel, majd Köppen halála után is változtatásokat eszközölt, ezt nevezik ma Köppen–Geiger klímaosztályozásnak. Geiger társszerkesztője volt az ambiciózus, sokkötetes Handbuch der Klimatologie (Kézikönyv a Klimatológiáról) műnek is, amely viszont soha nem fejeződött be.
A klímaosztályozási rendszerüket kicsit később Glenn Thomas Trewartha (1896 – 1984) amerikai földrajztudós módosította (Köppen-Trewartha éghajlati osztályozás). Ez a Köppen-Geiger rendszer módosított változata, és annak néhány hiányosságára készült.
Köppen nyomán Magyarországon Zólyomi Bálint dolgozott ki módszert a magyar csapadékjárási típusok statisztikai elemzésére.

## Térképek
Térképek a Köppen-osztályozás alapján

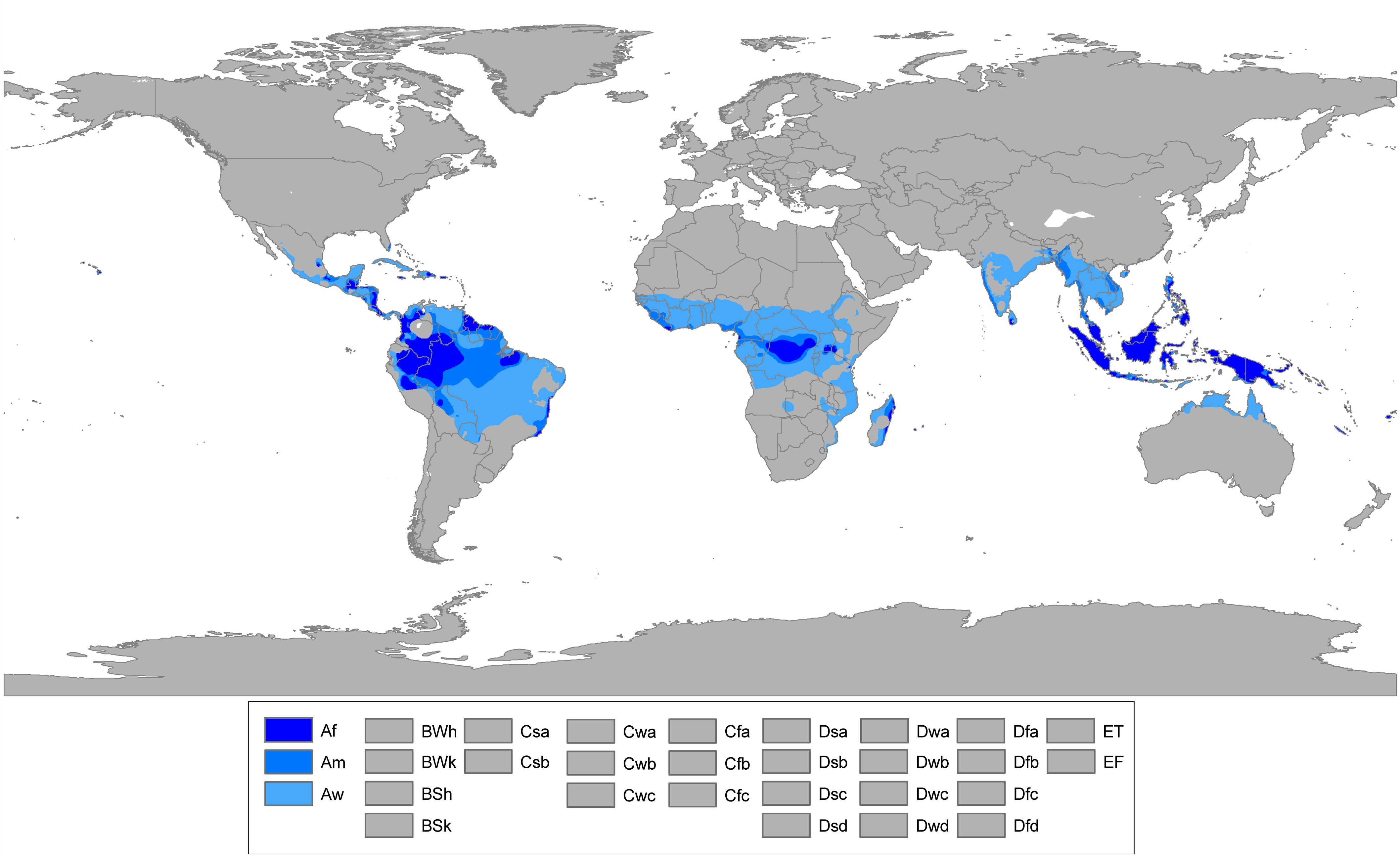
Az „A” (trópusi) csoportba tartozó területek
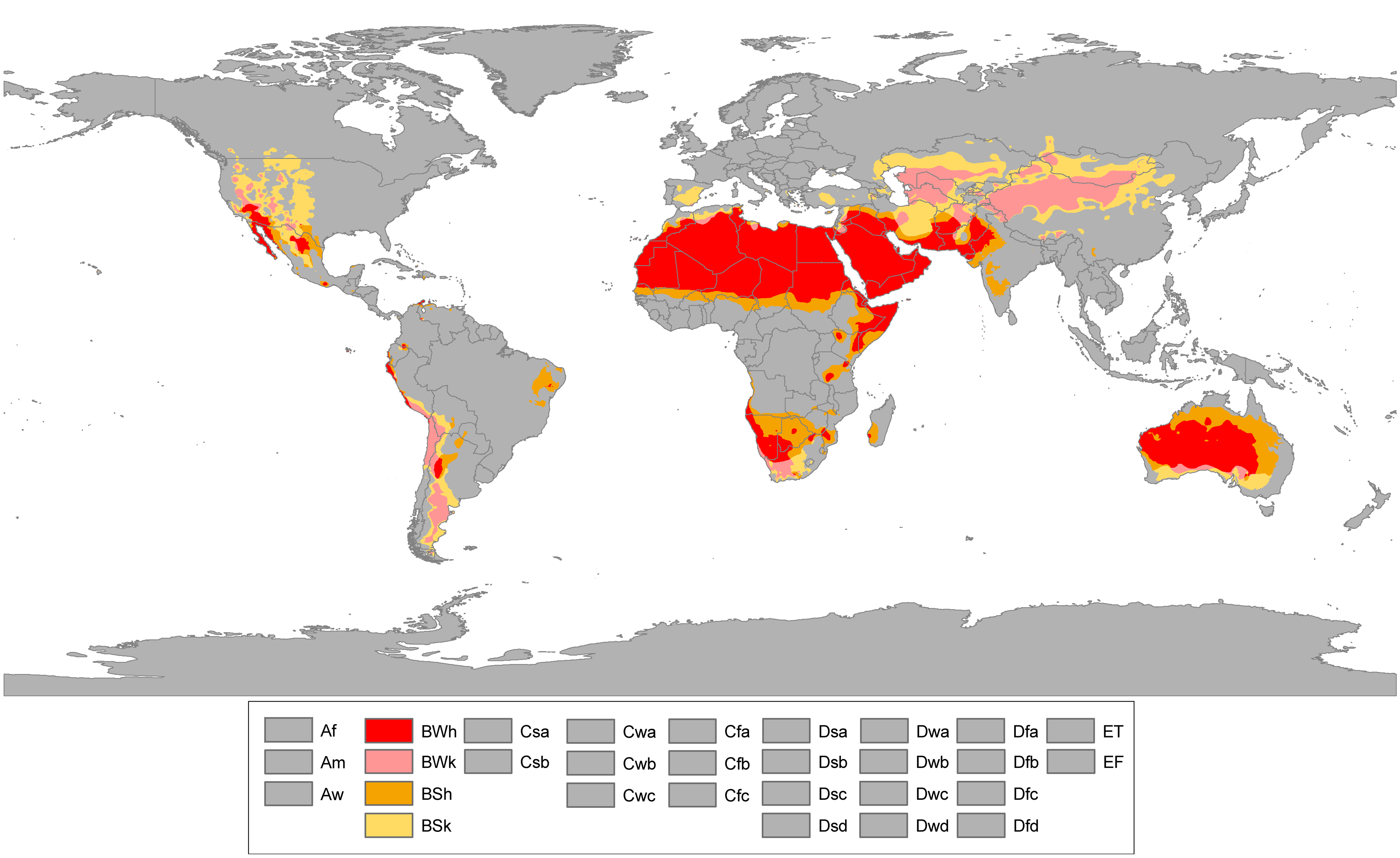
„B” (száraz) csoportba tartozó területek
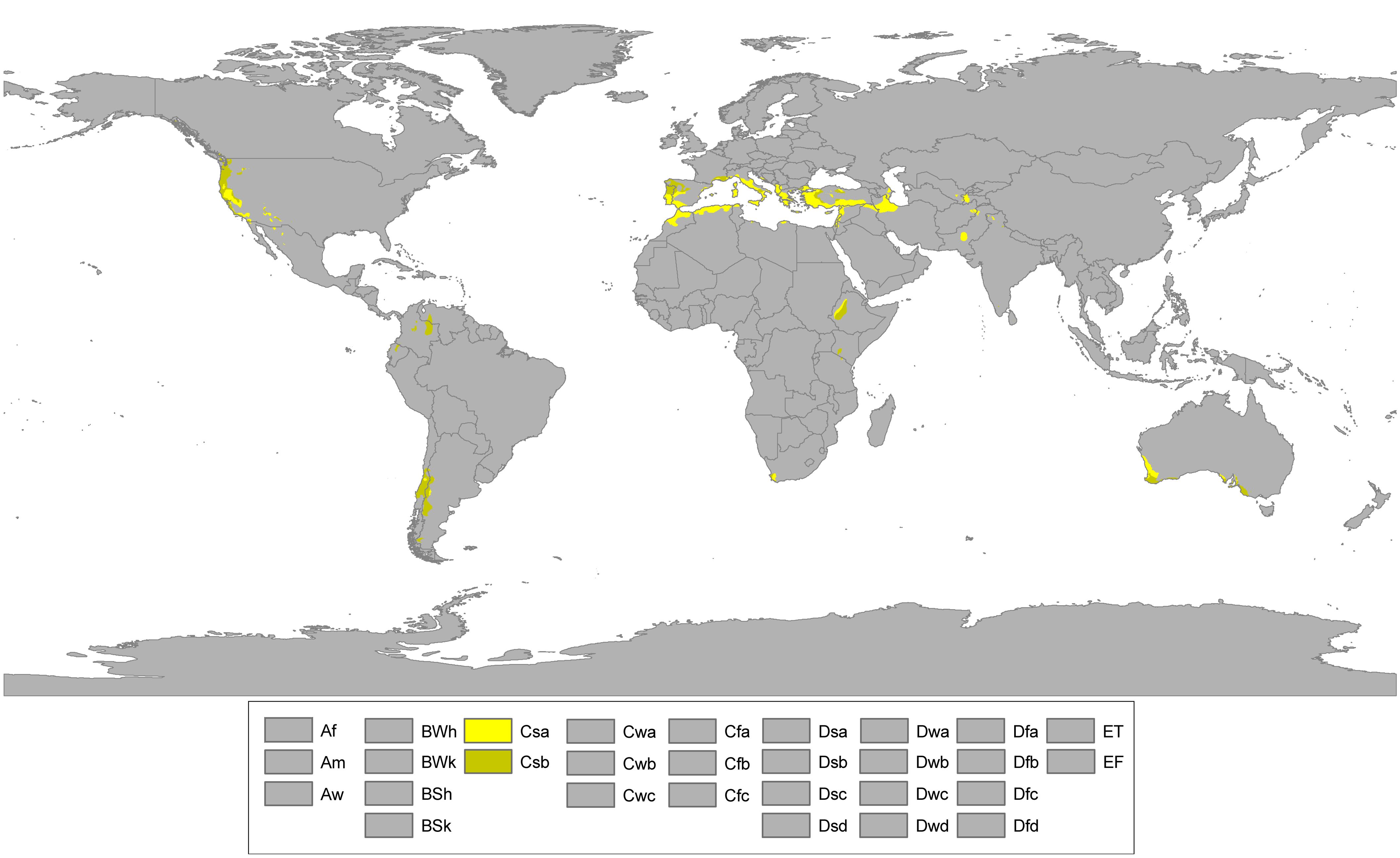
„Csa” és „Csb” csoportba tartozó területek
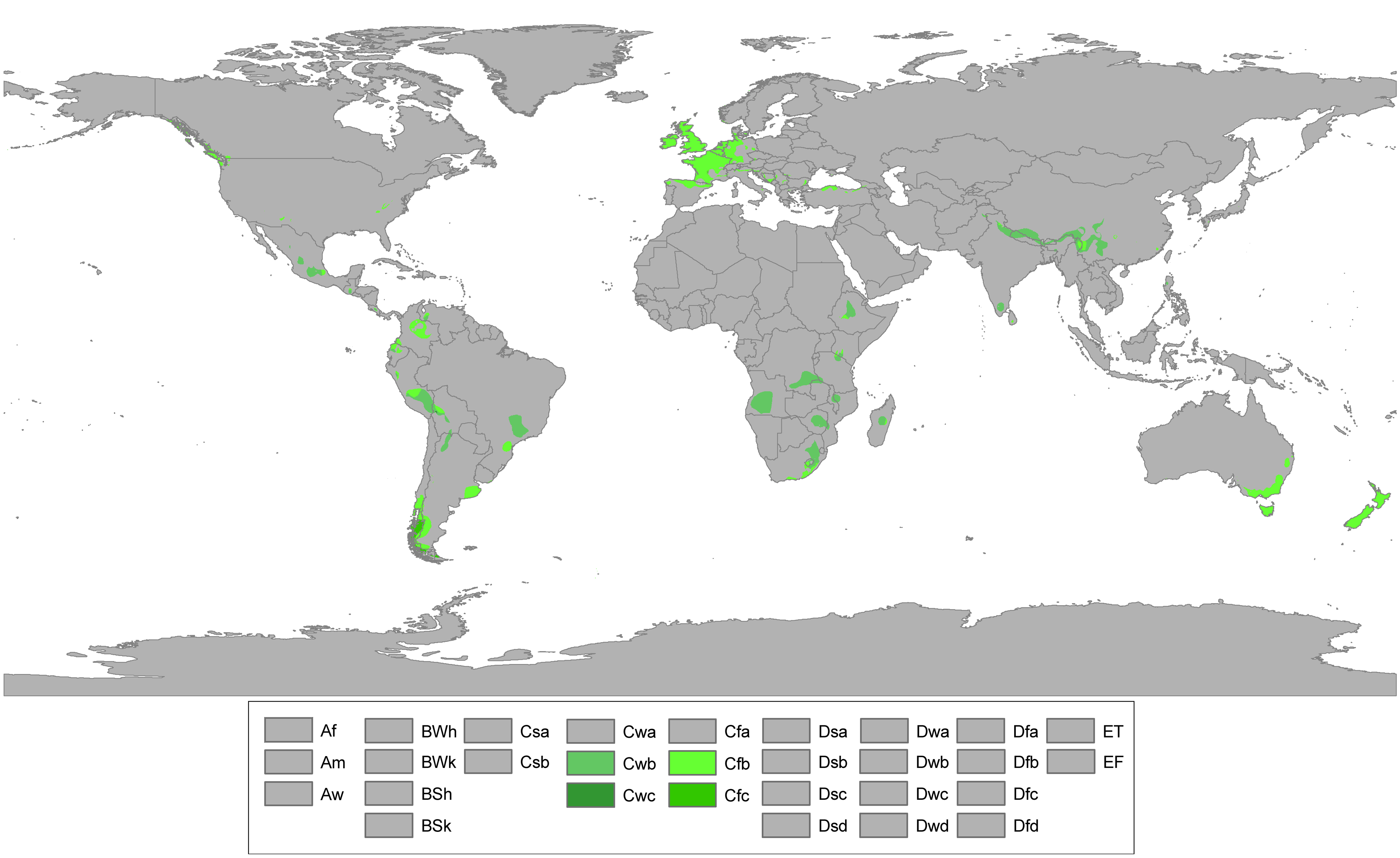
„Cfb”, „Cfc”, „Cwb”, „Cwc” csoportba tartozó területek
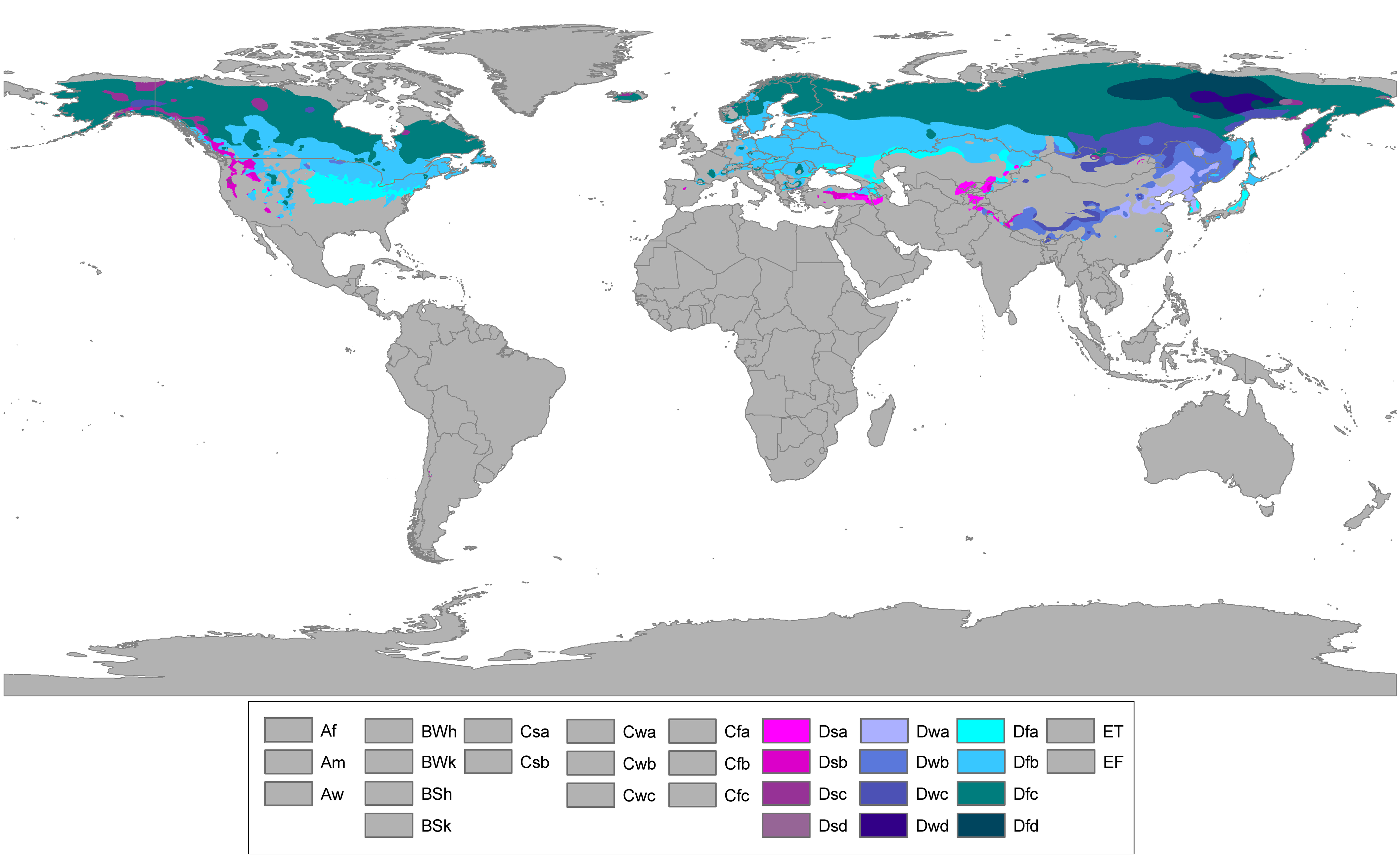
„D” csoportba tartozó területek
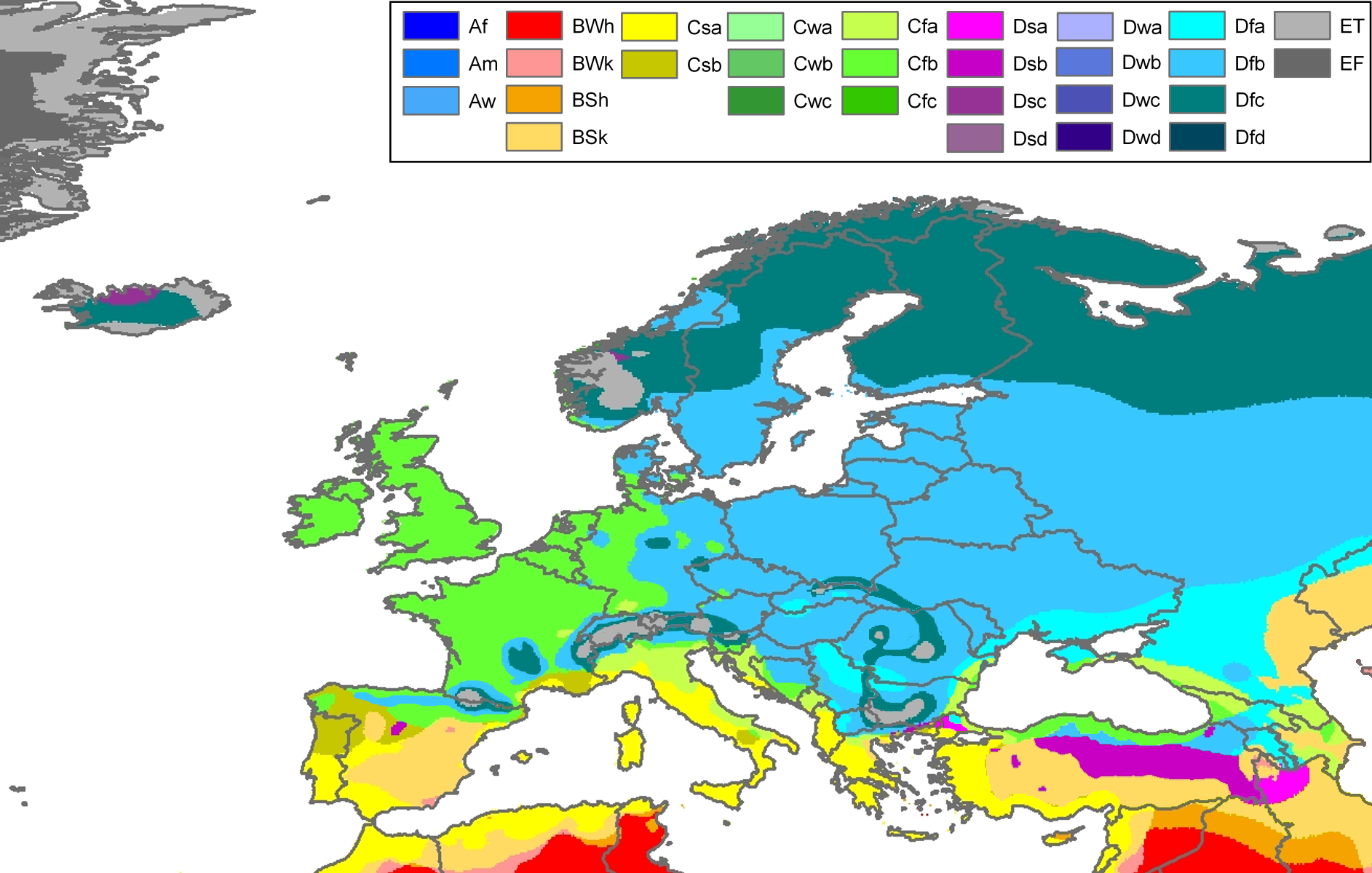
Európa Köppen-féle éghajlati osztályozása

## A Föld éghajlati osztályozása

Köppen-Geiger-féle éghajlati osztályozás. Az első betűkód az éghajlati főöv, a 2. kód a csapadéké, a 3. kód a hőmérsékleté. Lásd a lejjebb levő táblázatban.

| Af - állandóan csapadékos trópusi esőerdő éghajlat Am - trópusi monszun éghajlat As - trópusi szavanna éghajlat Aw - trópusi, időnként száraz szavanna éghajlat |  | BWh - forró sivatagi éghajlat BWk - hideg sivatagi éghajlat BSh - forró félszáraz éghajlat BSk - hideg félszáraz éghajlat |  | Csa - forró nyarú mediterrán éghajlat Csb - meleg nyarú mediterrán éghajlat Csc - hideg nyarú mediterrán éghajlat |  | Cwa - nedves szubtrópusi éghajlat Cwb - nedves szubtrópusi / szubtrópusi-óceáni-hegyvidéki Cwc - óceáni szubpoláris éghajlat |  | Cfa - meleg óceáni / nedves szubtrópusi Cfb - mérséklet óceáni Cfc - hideg óceáni éghajlat |  | Dsa - meleg kontinentális / mediterrán kontinentális Dsb - mérséklet kontinentális / mediterrán kontinentális Dsc - hűvös kontinentális éghajlat Dsd - hideg kontinentális éghajlat |  | Dwa - meleg kontinentális / nedves kontinentális Dwb - mérsékelt kontinentális / nedves kontinentális Dwc - hűvös kontinentális / szubarktikus Dwd - hideg kontinentális / szubarktikus |  | Dfa - meleg kontinentális / nedves kontinentális Dfb - mérsékelt kontinentális / nedves kontinentális Dfc - hűvös kontinentális / szubarktikus Dfd - hideg kontinentális / szubarktikus |  | ET - tundra éghajlat EF - örök fagy éghajlat |

### A térkép betűkódjai
| A Köppen-féle térkép betűkódjai | A Köppen-féle térkép betűkódjai | A Köppen-féle térkép betűkódjai |
| főöv (1. kód)                   | csapadék (2. kód)               | hőmérséklet (3. kód)            |
| ------------------------------- | ------------------------------- | ------------------------------- |
| A : trópusi                     | W : sivatag                     | h : forró-száraz                |
| B : száraz                      | S : sztyepp                     | k : hideg-száraz                |
| C : meleg-mérsékelt             | f : egyenletesen nedves         | a : hosszú, forró nyár          |
| D : kontinentális-boreális      | s : száraz nyár                 | b : hosszú, hűvös nyár          |
| E : poláris és magashegységi    | w : száraz tél                  | c : rövid, hűvös nyár           |
|                                 | m : monszun                     | d : rövid, hűvös nyár; zord tél |
|                                 |                                 | F : állandó jég                 |
|                                 |                                 | T : tundra                      |